# Huffyuv
Huffyuv（ハフワイユーブイ）とは、主に動画キャプチャソフトやノンリニア編集において、録画されたAVIファイルやAVI中間ファイルの圧縮用として、よく使われる可逆圧縮コーデックである。

## 特徴
動画を保存する際にMPEG-2やMPEG-4、H.264などの非可逆圧縮コーデックに変換すると、変換を繰り返すたびに動画の品質が下がってしまう。逆に、非圧縮で保存した場合は非常に大きなサイズとなり、それらの本来の目的を果たさなくなる。しかし、Huffyuvは可逆圧縮のため変換しても映像を劣化せずに圧縮することができる。しかしデータサイズは圧縮を行う非可逆圧縮コーデックと比べ大きくなる。
公式サイトは http://neuron2.net/www.math.berkeley.edu/benrg/huffyuv.html であったがサイトは2014年ごろに消滅した。

## ffvhuff
Huffyuvはlibavcodecに移植される際に、従来のものとの互換性を保ったもののほかに、新たに適応的ハフマンテーブル及びYUV4:2:0対応による圧縮率の向上を果たした新バージョン(従来との互換性はなし)が開発された。
これはffdshow vfw codecにもすぐに取り入れられたため、FFmpegユーザーだけでなく、Windows用ノンリニア編集ソフトユーザーたちにも広く普及し、今日においてはHuffyuvとはffvhuffをさすことが一般的となってきている。